# 克拉玛依河
克拉玛依河（穿城河）长8.5公里，位于新疆维吾尔自治区克拉玛依市克拉玛依区，是引额济克工程西干渠进入克拉玛依市区的名字。河流总体呈从东北至西南流向，从东北部的仿古建筑九龙潭起始，经过两座大型公园以及多座桥梁，穿越整个城区，流到西南方的阿依库勒水库（又称西郊水库、凤栖湖、西月潭），沿河也成为市区最重要的休闲娱乐公园。全河于2000年通水，2009年被评为国家4A级旅游景区。
全河下穿17座桥，其中10座为行人游客与非机动车专用桥，7座为机动车专用桥。